# ジョン・ハモンド (調教師)
ジョン・ハモンド（英語: John E. Hammond、1960年6月27日生まれ）とはイギリス出身の元調教師である。
1987年に調教師となったハモンドは一貫してシャンティイを拠点に活動し、凱旋門賞勝ち馬であるモンジューやスワーヴダンサーを始めとしたアイルランド、英国、アメリカ合衆国などの様々なGIレースの勝ち馬を育成してきた。
ハモンドは2019年シーズンを以て調教師から引退した。

## 主な管理馬
- チェロキーローズ / Cherokee Rose（1995年スプリントカップ、1995年モーリス・ド・ゲスト賞）
- ディアドクター / Dear Doctor（1992年アーリントンミリオンステークス）
- ドルフィンストリート / Dolphin Street（1993年フォレ賞、1994年モーリス・ド・ゲスト賞）
- エクスキュート / Execute（2004年ガネー賞）
- インペリアルビューティー / Imperial Beauty（2001年アベイ・ド・ロンシャン賞）
- インサイト / Insight （1998年オペラ賞、1999年E.P.テイラーステークス）
- モンジュー / Montjeu（1999年ジョッケクルブ賞、愛ダービー、凱旋門賞、2000年タタソールズゴールドカップ、サンクルー大賞、KGVI&QEDS）
- ニュークリアーディベート / Nuclear Debate（2000年キングズスタンドステークス、ナンソープステークス、2001年スプリントカップ）
- ポーラーファルコン / Polar Falcon（1991年スプリントカップ、ロッキンジステークス）
- レッドビショップ / Red Bishop（1994年香港ヴァーズ）
- リバートラフィック / River Traffic（1990年ローレルフューチュリティステークス）
- サラリンクス / Sarah Lynx（2011年カナディアンインターナショナルステークス）
- ソートアウト / Sought Out （1992年カドラン賞）
- スワーヴダンサー / Suave Dancer（1991年ジョッケクルブ賞、アイリッシュチャンピオンステークス、凱旋門賞）
- スウィートストリーム / Sweet Stream（2004年ヴェルメイユ賞）